# جمهورية ميرديتا
جمهورية ميرديتا كانت جمهورية قصيرة الأجل غير معترف بها أعلنها ماركا جيوني وأتباعه في شمال ألبانيا. كانت الجمهورية موجودة بين 17 يوليو و20 نوفمبر 1921. قاد جيوني رجاله من رجال القبائل الرومانية الكاثوليكية في تمرد ضد الوصاية الألبانية والبرلمان الذي أنشئ بعد الحرب العالمية الأولى. أيدت مملكة الصرب والكروات والسلوفينيين (فيما بعد يوغوسلافيا) وملكها الراعي ألكسندر كاراجوردييفيتش حديثًا جيوني بناءً على رغبتها في وجود منطقة انفصالية أخرى داخل ألبانيا وإضعاف الدولة الألبانية التي تم إنشاؤها حديثًا ولشحذ الخصومة الدينية.
أعلن جيوني في بريزرن تأسيس جمهورية ميرديتا المستقلة. كان جيوني الرئيس الوحيد للجمهورية. عندما انتهكت الجمهورية سيادة الدولة الألبانية، قاتلت القوات الحكومية الألبانية الجمهورية وفرضت سيادتها عليها في النهاية. لقد تم الاستيلاء على الحكومة المفترضة للجمهورية من قبل الحكومة الألبانية، ومع عدم وجود اضطهاد حقيقي على القادة الرئيسيين، فقد فر جيوني إلى يوغوسلافيا، لكنه عاد لاحقًا إلى ألبانيا وظل نشطًا في الحياة السياسية في المرتفعات حتى وفاته في عام 1925.

## التاريخ

### الخلفية
تشتهر منطقة ميرديتا تقليديًا بالمقاومة الكاثوليكية ضد الحكام المسلمين العثمانيين. تعود جذور هذه المقاومة للقرن الخامس عشر، عندما حارب الميرديتون الجيوش العثمانية تحت قيادة جيرج كاستريوتي - إسكندر بك. وعلاوةً على ذلك، يقال إن الميرديتون هم الإخوة المباشرين لقبيلة دوكاجيني، مما يعني أن كلا الإقليمين كانا موجودين من قبل سلف واحد. نجح الميرديتون في الاتحاد مع مناطق كوربين، وليجه، ودوكاجيني، وبوكي، وشقودرة، وماليسيا من أجل الحفاظ على ثقافتهم ودينهم، والحصول على الاستقلال عن الدولة العثمانية.[بحاجة لمصدر]

### الإعلان ومحاولة إنشاء جمهورية ميرديتا
في عام 1919، تم اغتيال برينك بيب دودا، الزعيم بدون أطفال (كابيدان) من قبيلة ميرديتا الكاثوليكية في عام 1919 بالقرب من مستنقعات ليجه ولم يترك خلفاء واضحين. أصبح ماركا جيوني، وهو من أقاربه، أحد المطالبين بمنصب القائد، لكن العديد من زعماء ميرديتا رفضوا الاعتراف به، لإفتقاره إلى الشعبية بين القبيلة بسبب قضايا الجبن التي ظهرت خلال الحرب العالمية الأولى. سمح جيوني للسلطات اليوغوسلافية بأن تعلن نيابة عنه استقلال جمهورية ميرديتا (في يوليو 1921) في بريزرن في يوغوسلافيا. تلقى جيوني الدعم اليوغوسلافي والأسلحة والمال، ومنهم من وضع الجيش الروسي الأبيض رانجل في خدمته من أجل هذا المسعى والدافع إلى الاستقلال الذي زعم أنه بسبب نية الحكومة الألبانية أو «الأتراك» حظر الكاثوليكية. تزامنت أحداث جمهورية ميرديتا مع المفاوضات الدولية حول وضع اللمسات الأخيرة على الحدود الألبانية اليوغسلافية التي اعتبرها المشاركون مهمة وكانت هذه المناقشات جارية خلال نوفمبر 1921. حث جيوني السلطات اليوغسلافية على اتخاذ خطوات لضمان الاعتراف بجمهورية ميرديتا، في حين أعرب اليوغوسلافيون عن أملهم في أن يكون للتمرد في شمال ألبانيا دعم مطالبه الإقليمية بالمنطقة. اعترفت اليونان بجمهورية ميرديتا. وفي عصبة الأمم، اتهمت الحكومة اليوغوسلافية الحكومة الألبانية بأنها أداة للنخبة المسلمة المالكة للأراضي، بينما ردت ألبانيا بأنها ليست حكومة مسلمة وتمثل الشعب الألباني من جميع الأديان. شككت الحكومة اليوغوسلافية في أن الحكومة الألبانية في تيرانا تمثل جميع الألبان، بسبب وجود جمهورية ميرديتا اتي أثارت الشك في وضع ألبانيا كدولة مما أثر عليها كعضو في الرابطة. أكد الوفد اليوغوسلافي على وجود حكومتين وغياب وحدة للشعب.
رفضت بريطانيا العظمى، التي اعترفت بالحكومة الألبانية في نوفمبر 1921، موقف يوغوسلافيا عبر إرسال رئيس وزراءها ديفيد لويد جورج احتجاجات دبلوماسية غاضبة إلى بلغراد للمطالبة بانسحابها من المناطق المتنازع عليها. كان تدخل بريطانيا العظمى مهمًا لأن الدعم اليوغوسلافي لجيوني انتهى بعد ذلك. نصحت الحكومة البريطانية عصبة الأمم بضرورة اتخاذ إجراءات ضد يوغوسلافيا بناءً على المادة 16 من ميثاق العصبة وقد اقترح مؤتمر السفراء فرض عقوبات. اعترفت عصبة الأمم بأن حدود ألبانيا هي حدود عام 1913 مع تعديلات إقليمية صغيرة ليوغوسلافيا. تم إرسال أحمد زوغو إلى منطقة ميرديتا من قبل الحكومة الألبانية مع فرقة من القوات الألبانية والقوات غير النظامية التي هزمت الحركة الانفصالية بحلول 20 نوفمبر 1921. لدى وصوله، قدم زوغو شروطًا مخففة بعدم الانتقام إذا توقف التمرد، بينما فر جيوني إلى يوغوسلافيا. تفاوض شيوخ الميرديتون المحليين مع زوغو للتوصل إلى اتفاق مع الحكومة المركزية. تم وضع ميرديتا في حالة حصار، وأُعلن أن جيوني وأتباعه خونة إلى ألبانيا وعوقب الميرديتون المرتبطين بالأحداث في محكمة سياسية حكومية. تم إلغاء الترتيبات السابقة التي يرجع تاريخها إلى الفترة العثمانية التي منحت ميرديتا الحكم الذاتي من خلال الحكم غير المباشر. بعد مرور بعض الوقت، سُمح لماركا جيوني بالعودة إلى ألبانيا، في ميرديتا حيث كان ناشطًا في الشؤون المحلية لبضع سنوات قبل وفاته.

#### الإرث
تقلصت المناطق السابقة لجمهورية ميرديتا من حيث الحجم والسكان بنسبة تقل عن النصف، وهي المنطقة المعروفة اليوم باسم منطقة ميرديتا. في وقت لاحق تم إنشاء منطقة ميرديته. المقاطعات المجاورة الأخرى تستحوذ على الأجزاء المرفقة من «ميدرتا القديمة» (بالألبانية: "Mirdita e Vjetër")‏، المعروفة من قبل السكان المحليين فقط.

## الحكومة
- الرئيس: ماركا جيوني
- وزير الخارجية: انطون أشيكو
- وزير الحرب: برينك ليشي
- وزير الداخلية: زيف ندوسي

### اقتباسات
1. ↑  Stein، Jonathan P. (2000). The Politics of National Minority Participation in Post-Communist Europe: State-Building, Democracy, and Ethnic Mobilization. M.E. Sharpe. ص. 171. ISBN:9780765605283. مؤرشف من الأصل في 2020-01-26. اطلع عليه بتاريخ 2012-06-26.
2. 1 2  Pearson 2004، صفحات 168.
3. 1 2 3  Tomes 2011.
4. 1 2 3 4 5 6 7 8  Elsie 2015
5. 1 2 3 4  Pula 2013، صفحة 48.
6. ↑  Besier & Stokłosa 2014، صفحة 239.
7. 1 2 3 4 5 6 7 8 9  Austin 2012.
8. ↑  Austin 2012، صفحات 24–25.
9. 1 2 3 4  Tomes 2011، صفحة 47.
10. ↑  Austin 2012، صفحات 25–26.
11. ↑  Tomes 2011، صفحة 46.